# Tony Buck
Tony Buck is een Australische jazz-drummer en percussionist, actief in de geïmproviseerde muziek.
Buck studeerde aan het conservatorium van New South Wales. Hij speelde daarna onder meer met Clifford Jordan, Branford Marsalis en Ernie Watts. Hij richtte met Chris Abrahams en Lloyd Swanton de groep the Necks op en is leider van Peril, een hardcore-impro-groep die hij in Japan formeerde met Yoshihide Otomo en Kato Hideki. 
In het begin van de jaren negentig had hij ook kort een band, L'Beato, een groep die wat deed denken aan de band Tackhead. In die jaren woonde hij in Amsterdam, later verhuisde hij naar Berlijn, waar hij nog steeds woont. Met Lee Ranaldo en David Watson vormt hij ook de groep Glacial.
Buck heeft ook met Nederlandse musici gespeeld, waaronder Cor Fuhler, Han Bennink, Alan Laurillard en The Ex.

## Discografie
- The Shape of Things to Come (1989)
- Solo Live (1994)
- Self_contained_underwater_breathing_apparatus (2002)
- Knoxville, met Fennesz en David Daniell (2010)